# KUNSTradln in Millstatt

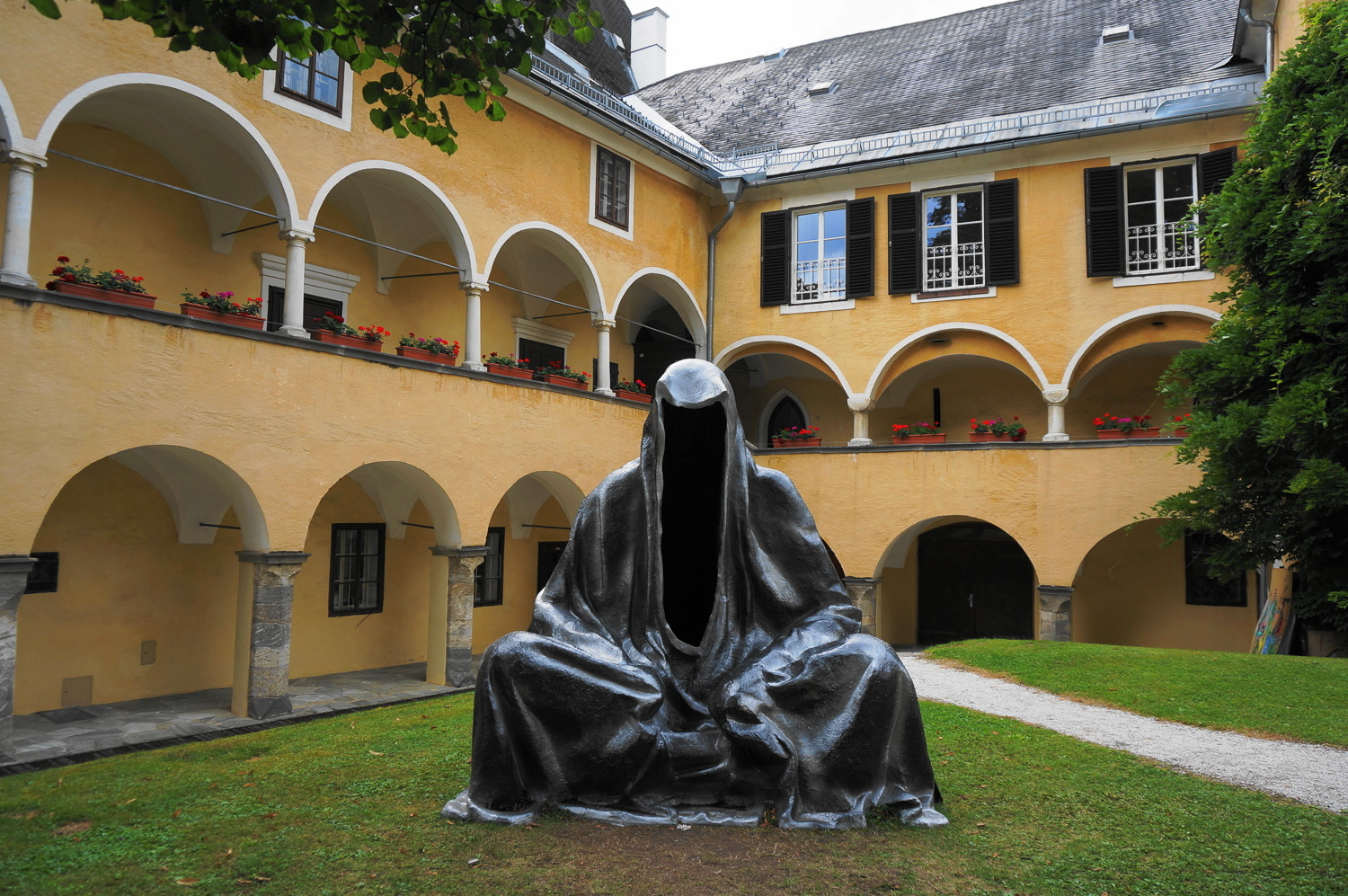
Wächter der Zeit, Skulptur von Manfred Kielnhofer, Arkadenhof in Millstatt, Kärnten, Österreich

KUNSTradln in Millstatt war eine internationale jährliche Kunstausstellung in Millstatt am See (Kärnten). Sie hatte die Form von verschiedenen Kunst-Stationen in ganz Millstatt, die durch eine Rad- bzw. Wanderroute verbunden waren.

## Organisation und Konzept

### Organisation
KUNSTradln startete 2018 und wurde 2019 sowie 2020 wiederholt. Es wurde nicht zuletzt durch eine Subvention der Europäischen Union (ELER  2014–2020) ermöglicht. Die Kunstveranstaltung wurde auch vom österreichischen Bundeskanzleramt (Sektion Kunst und Kultur), dem Land Kärnten (Kulturabteilung) und der Stadt Millstatt am See, sowie von diversen privaten Sponsoren gefördert.
Initiatorin und Kuratorin des Programmes war Petra Weissenböck, Leiterin von „KUNSTradln Galerie und Café“ in Millstatt, wo sich auch der organisatorische Knotenpunkt des gesamten KUNSTradlns befand.
Ab 2021 wird KUNSTradln durch "millstART", kuratiert von Tanja Prušnik, ersetzt. Diese Nachfolge-Veranstaltung konzentriert die Standorte auf das Stift Millstatt und verzichtet darauf, den ganzen Ort als Kunstschauplatz einzubeziehen.
Organisatorischer Träger ist der Verein "Kunstverein millstART in Millstatt am See" (hervorgegangen aus dem Verein "KUNSTradln in Millstatt am See"; Leitung seit 2020: Anette Lang & Ina-Maria Lerchbaumer).

### Konzept
Ganz Millstatt als internationaler Kunstraum 
Die Ausstellung war mit Stationen an verschiedenen Standorten in der Gemeinde Millstatt am See zu sehen, welche als Rundweg durch kunstinteressierte Besucher begangen oder mit dem Rad befahren werden konnten (daher der Name „KUNSTradln“). Künstlerinnen und Künstler aus Österreich, Deutschland, Schweiz, Kroatien, Polen, Griechenland, Schweden, Italien, Spanien, Ungarn, USA, Südkorea, Libanon und Guatemala wurden so in einem Ausstellungskonzept zusammengefasst.
Dieses Ausstellungskonzept verband auch verschiedene bereits bestehende Kunst- und Kultureinrichtungen in Millstatt in einem gemeinsamen Programm. Zu nennen sind hier vor allem:
- das gesamte ehemalige Stift Millstatt mit seinen verschiedenen heutigen Trägerorganisationen (Pfarre Millstatt[6], Österreichische Bundesforste u. a.); sowie mit verschiedenen Standorten dort, wie Stiftskirche, Kreuzgang, Stiftsmuseum Millstatt, Stiftshöfe, Ordenshaus, Lindenhof etc. (eingebunden seit 2018)
- ART SPACE im Stift Millstatt (eingebunden 2018)[7]
- die Initiative „Kunst und Co. Millstatt“ (eingebunden 2018–2020)[8]
- das Programmkino „Millino“ (eingebunden 2018–2019)[9]
- sowie die Galerien (a) „Galerie Lindenhof“ (eingebunden 2018)[10] und (b) „KUNSTradln Galerie und Cafè“ (eingebunden seit 2019–2020)[11]
- verschiedene in Millstatt ansässige Künstlerinnen und Künstler mit ihren Ateliers (2018–2020)[12]

Zusätzlich erschloss das Konzept etliche neue und teilweise ungewöhnliche Orte in Millstatt als Präsentationsmöglichkeit für moderne Kunst.
 Niedrigschwellige Kunstvermittlung 
Der Zugang zu Angeboten moderner Kunst ist bei Kunstmuseen, Kunstausstellungen und Kunstgalerien oft dadurch gekennzeichnet, dass nur ein bereits kunstinteressiertes und kunstnahes Publikum daran teilnehmen kann bzw. will.
Im Projekt „KUNSTradln in Millstatt“ wurde ein niedrigschwelliger Zugang zu Kunst durch folgende Aspekte vermittelt:
- Die Zugänglichkeit war über einen langen Zeitraum (6 Monate 2018 & 2019, 4 Monate 2020 wegen Corona) gewährleistet.
- Die Sichtbarkeit in einem komplexen, die gesamte Stadt Millstatt am See umfassenden Kunstraum gewährleistete die Aufmerksamkeit nicht nur der Bevölkerung, sondern auch der touristischen Gäste.
- Die Aufforderung zur Teilnahme auch für ein nicht von vornherein definiertes Kunst-Publikum bezog auch zufällig vorbeikommende Menschen (eben auch Radler) ein, die derart mit Kunst in Kontakt kommen konnten und sollten.
- Schon die Bezeichnung „KUNSTradln in Millstatt“ selbst signalisierte, dass es nicht um einen der üblichen Kanäle eines etablierten Zugangs zu moderner Kunst geht, sondern um neue Formen und Zugänge.

## Standorte und Künstler

### Standorte
Es wurden 39 Standorte in Millstatt und der Nachbargemeinde Obermillstatt in die Ausstellungen 2018 bis 2020 einbezogen.
Standorte am Seeufer und in Ufernähe
Café-Bistro „KAP 4613“ am See (2018, 2019); Villa Postillion am See (2018, 2019, 2020); Erstes Kärnten Badehaus (2018, 2019, 2020); Seepromenade (2018, 2019); Kurpark Haus (2018); Hotel am See „Die Forelle“ (2018, 2019, 2020); Schlosshotel „Seevilla“ (2018, 2019); Villa Verdin (2018).
Standorte im oberen Stadtbereich / im Zentrum von Millstatt
Skallahaus (2018); Café Columbia / Kino Millino Millstatt (2018, 2019); KUNSTradln Galerie und Café (2019, 2020); Greißlerei Millstatt (2018, 2019, 2020); Villenanlage „Das Millstatt“ & Villa Sillerhof (2018); Rathaus-Café im Kongresshaus Millstatt (2018, 2019); Kur- und Kongresshaus Millstatt (2018, 2019); Rathaus Millstatt (2018, 2019); Hotel Posthof (2019); Seepark-Haus Büro „Engel & Völkers“ (2019); Hotel „Alexanderhof“ (2018, 2019, 2020), Geschäft „Lavendel pur“ (2019); Bildnis „Hohes Kreuz“ (2019, 2020); Trafik Hildegard (2019); FerienappARTements & Skulpturenpark Györi (2019, 2020).
Standorte im Bereich des Stiftes Millstatt
Lindenhof Galerie und Dependancen (im Lindenhof-Klosterstöckl) (2018); Alte Schule Millstatt: Ausstellungsprogramme und workshops „Kunst & Co“ (2018, 2019); ART SPACE im Stift Millstatt: Ausstellungen „Kunstkollektive (Jahresprogramm)“; „FORUM Kunst contemporary“, u. a. (2018); Stiftswiese und Stiftsarkaden Innenhof (2018, 2019); Kreuzgang und Kreuzgang-Garten im Stift Millstatt (2018, 2019, 2020); Stiftsmuseum und Stiftsgarten im Stift Millstatt (2018, 2019); Ehemalige Waschküche im Stift Millstatt (2018, 2019, 2020); KlostergARTen & Alter Theatersaal Millstatt (2018); Stift Millstatt - Katakomben im Ordensschloss (2019, 2020); Stift Millstatt - ehem. Fischhalle (2019, 2020), Stift Millstatt - Mottozimmer (2019, 2020), Lindenhof Wirtshaus und Gastgarten (2019, 2020); Stiftswiesen Millstatt Außenbereich Aribonenstraße (2020).
Standorte in Obermillstatt
Kräuterstube Schlieber (2019), Lammersdorfer Hütte (2019).

### Künstler und Kunstworkshops
Die 2018–2020 ausgestellten 151 Künstlerinnen und Künstler sowie die angebotenen workshops repräsentierten verschiedene Sparten Zeitgenössischer Kunst. Die beteiligten Kunstschaffenden kamen aus Österreich, Deutschland, Schweiz, USA, Polen, Kroatien, Italien, Ungarn, Griechenland, Spanien, Schweden, Libanon, Ägypten, Südkorea und Guatemala. Sie werden hier jeweils alphabetisch und mit dem Jahr des Auftritts notiert:
- Moderne Keramik: Maria Baumgartner (2018, 2020); Veronika Dirnhofer (2018); Gabriele Hain (2018); Nina Höller (2019); Szilvia Ortlieb (2019); Daniel Wetzelberger (2019).
- Textilkunst: Gabriele Gruber-Gisler (2019); Lore Heuermann (2018); Frenzi Rigling (2018); Anneliese Schrenk (2018); Frederike Schweizer (2018).
- Modedesign: organisiert von „eyes & ah“ (Carolin Berger, Denise Hirtenfelder, 2019: Ausstellungen und workshops): „Work in progress“ (2019, Ausstellung[15]); Bettina Hornung (2019, workshop „Kostüm und Oberflächenbearbeitung“); Michelle Haydn (2019, workshop „Drapieren an der Schneiderbüste“); Eva Schuller (2019, workshop „Siebdruck auf Textilien“); Gerda Kohlmayr (2019, workshops „Kappen, Hüte und Stirnbänder aus Wollwalk herstellen“ & „Filzobjektschmuck erstellen“); Philomena Christ (2020, Ausstellung Modeentwürfe).
- Film und Videokunst: Mariola Brillowska (2018); Jerzy Kucia (2018); Jochen Kuhn (2018); Manfred Neuwirth (2019); Hubert Sielecki (2018); Anna Vasof (2018).
- Grafik: Peter Androsch (2019); Lena Göbel (2019); Wojtek Krzywobłocki (2018, 2019 workshop Lithografie); Thomas Laubenberger-Pletzer (2018, 2019); Ingrid Neuwirth (2018, 2019; 2019 auch workshop „Radierung für Einsteiger und Könner: Ätzung, Aquatinta, Kaltnadel, Holzschnitt“); Michael Printschler (2018, 2019 workshop „Verlorene Form: Modellieren, Abformen, Steinguss“); Rudolf Sodek (2018, 2019).
- Installation: Jens August (2019); Brigitte Corell (2018); Regula Dettwiler (2018); Stefan Draschan (2018); Dietmar Franz (2019); Johannes Heuer (2018); Markus Hofer (Künstler) (2019); Tomas Hoke (2018); Nina Höller (2019); Gerhard Kaiser (Künstler) (2018); Brigitte Kowanz (2018); Walter Kupferschmidt (2020); Brigitte Lang (2018); Christoph Luckeneder (2020; auch workshop "Letter Poetry - Schriftinstallationen"); Elke Maier (2018); Oswald Oberhuber (2018); Joe Palle (2019); Monika Peitler (2019); Michael Pöllinger (2019); Josef Ramaseder (2019); Adele Razkövi (2018); Sylvia Seimann (2019); Petra Sousan (2019); Katharina Steiner (2018, 2019); Editha Taferner (2019); Maria Temnitschka (2018); Andreas Werner (Künstler) (2018).
- Schmuck-Kunst: Anna Heindl (2018).
- Malerei: Helmut Arnez (2018); Bettina Beranek (2020); Therese Eisenmann (2019); Cäcilia Falk (2018); Josef Floch (2018); Dietmar Franz (2019); Harald Gfader (2019); Franziska Güttler (2019); Alois Hain (2019); Bertram Hasenauer (2019); Manfred Hebenstreit (2019); Ursula Heindl (2019); Daniel Hosenberg (2019, 2020); Eva Hradil (2019); Mariana Ionita (2019); Peter Jaruszewski (2019, 2020); Richard Jurtitsch (2020); Axel Just (2020: Graffiti-Workshop); Franz Kaindl (Maler) (2018); Karl Korab (2019); Edith Kramer (2018), Danja Kulterer (2019), Lisa Kunit (2018), Maria Lassnig (2018), Christine Lingg (2019); Silvia Lüftenegger (2020; auch: workshop "Lese- und Schriftwerkstatt mit Skulptur"); Hannes Mlenek (2019, 2020), Martina Montecuccoli (2019), Alois Mosbacher (2018), Peter Neuwirth (2019), Ingrid Niedermayr (2018, 2019); Bettina Patermo (2018); Katja Praschak (2018); Simon Schober (2020); Gabriele Schöne (2018); Kurt Schönthaler (2019); Albin Schutting (2019); Wilhelm Seibetseder (2018, 2019, 2020; 2020 auch workshop "Reise ins Unterbewusstsein mit Mitteln der Malerei"); Stefanie Seiler (2020; auch workshop "Abstrakte Malerei"); Christina Starzer (2019); Helmut Swoboda (Maler) (2018); Maria Temnitschka (2018); Billi Thanner (2020); Larissa Tomassetti (2019); Marlies Wagner (2020);  Rudolf Vogl (VOKA) (2018, 2019, 2020); Johann Weyringer (2018).
- Performance, Neo-Interaktionismus und Modern Dance: Regina José Galindo (2018), Jakob Lena Knebl (2018), Andrea Schlehwein (2018); Billi Thanner (2020).
- Fotografie: Christian Brandstätter (2019, workshop Fotografie); Thomas Defner (2020); Barbara Essl (2020); Johannes Leitner (2018); Detlev Löffler (2020); Sang Hoon Ok (2018); Willi Pleschberger (2019); Max Seibald (2018); Marilies Seyler (2019); Fritz Simak (2019); Hermann Staudinger (2020); Mathias Swoboda (2018); Heidrun Widmoser (2020).
- Skulptur/ Bildhauerkunst: Amy Brier (2018); Nemanja Cvijanović (2018); Peter Dörflinger (2019); René Fadinger (2019, 2020); Lukas Fuetsch (2019); Michael Fuetsch (2019); Herbert Golser (2018); Thomas Györi (2019, 2020); Clemens Heinl (2018); Robert Kabas (2018); Karl Karner (2019); Manfred Kielnhofer (2019, 2020); Andres Klimbacher (2019); Michael Krainer (2020); Alois Lindenbauer (2018); Gert Linke (2019); Helmut Machhammer (2018); Michael Maier (Künstler) (2020; auch: workshop "Lesewerkstatt: Märchenstunde mit Riesen"); Peter Niedertscheider (2019); Werner Pirker (2020); Georg Planer (2018); Gotthard Schatz (2019); Sylvia Seimann (2019); Kurt Spitaler (2019); Egon Straszer (2018, 2019, 2020); Billi Thanner (2020); Johanna Tschabitscher (2019); Judith Wagner (2019, 2020); Manfred Wakolbinger (2018); Niclas A. Walkensteiner (2018); Daniel Wetzelberger (2019); Markus Wilfling (2018).
- Architektur-Entwürfe: Teamwerk (2020; = Teamwerk: Gemeinsam Architektur bewegen, HTL1 Bau und Design Linz), Sieger des ausGUCK20-Wettbewerbes der FH Kärnten, Campus Spittal/Drau: "hoch-hinaus in Holz und Stahl".[16]